# Сан-Дорлиго-делла-Валле
Сан-Дорлиго-делла-Валле (итал. San Dorligo della Valle), также известная как Долина (словен. Dolina) — коммуна в Италии, располагается в регионе Фриули-Венеция-Джулия, в провинции Триест.
Население составляет 5999 человек (2008 г.), плотность населения составляет 249 чел./км². Около 70 % населения составляют этнические словенцы. Занимает площадь 25 км². Почтовый индекс — 34018. Телефонный код — 040.
Покровителем коммуны почитается святой Ульрих Аугсбургский, празднование 4 июля.

## Демография
Динамика населения:

## Администрация коммуны
- Официальный сайт: http://www.sandorligo-dolina.it/